# 中山りお
中山 りお（なかやま りお、1980年4月9日 - ）は、日本の元AV女優。
千葉県出身。エンプレス（ロータスグループ）に所属していた。
血液型：A型 、身長：157cm 、スリーサイズ：B86・W58・H84 、Dカップ。

## 略歴
2003年頃にAVデビュー。デビュー当時は人妻ものを中心に活躍した。
共演作やオムニバス作品の出演がほとんどである。
現役時代、同じ系列事務所で元AV女優だった早乙女みなきとは親友で共演作も多い。
2007年12月31日をもって引退。
AVグランプリ2008のレズ部門で、出演した『陵辱レズ調教 羞恥と快楽に溺れゆく女達』(U&K)が最優秀賞。賞金100万円。

## 作品

### アダルトビデオ
2003年
- 体感ファックif...〜もしボクがあのとき、こうしてたら〜 昼下がり、奥様は痴女編（5月16日、桃太郎映像出版）
- 猥褻リップ ［濃厚エロテク接吻ライブ］（8月7日、ドリームチケット）
- R*Queen 03[スタイル抜群の変態]（10月3日、ドリームチケット）
- 発射GO!GO!GO!（10月10日、ドグマ）
- 翔んだカップル（11月19日、ワープエンタテインメント）
- 女ハ男ヲ目デ犯ス。 DX2（12月5日、ワープエンタテインメント）

2004年
- 大人の保育園（1月15日、MOODYZ）
- 女忍 六（2月6日、桃太郎映像出版）
- 若妻系AV女優No.1中山りお登場（2月9日、素人倶楽部）
- 筆下ろし最高峰 2（3月20日、ホットエンターテイメント）
- 先生は僕の奴隷だ! 家庭教師の恥辱授業（4月17日、ビー・スバル・プロモーション）
- 東京野外露出デート最高（5月15日、ホットエンターテイメント）
- 「チ○ポを見たがる女100人のちんちん研究」から飛び出した、超チ○ポ好き7人が「超高級ピンサロ店」をオープンしました!（7月22日、SODクリエイト）
- ウェイトレス淫辱レイプ 危険なバイト事情（8月8日、アタッカーズ）
- 美人巨乳妻（10月1日、タカラ映像）
- レースクィーン剥ぎ取り キャットファイトGP（10月7日、SODクリエイト）
- ドキドキ(ハート）モテモテハイスクール（11月18日、SODクリエイト）

2005年
- 男を超気持ち良くイかせるSEXテクニック研究所（1月6日、SODクリエイト）
- LEG SEX II（1月28日、ジャネス）…
- 痴女ハウスへようこそ!痴女6人の発情パフォーマンス（2月17日、隼エージェンシー）
- こだわりの手コキ 39人の手コキ嬢（2月17日、隼エージェンシー）
- 淫液禁止!崖っぷち電マファイト 負けたら即、強制アクメ痙攣電マ攻め（3月17日、SODクリエイト）
- セレブ妻中出し 6人のザーメン中出し淫乱妻（3月17日、隼エージェンシー）
- 近親相姦8ストーリー －第九章－（4月15日、隼エージェンシー）
- キス・コレクション2 34人のべろんちょ娘（4月15日、隼エージェンシー）
- 私のカミさんただ今貸し出し中 2（4月20日、ネクストイレブン）
- 禁断大家族（4月20日、ネクストイレブン）
- Heat Dancing Beat Paradise volume.01（4月30日、ラハイナ東海）
- オナニスト ［第十章］（5月18日、隼エージェンシー）
- フェラマニア 25人のおしゃぶり姫（6月15日、隼エージェンシー）
- 昼下がりのいけない人妻たち 9人の淫乱妻（7月13日、隼エージェンシー）
- なまハメ中出し注入 [人妻編 弐]（7月15日、デジタルバンク）オムニバス作品
- 時間よ止まれ! パート2（7月21日、V&Rプロダクツ）
- 女教師PREMIUM 男を狂わす12人の魔性教師（7月22日、レイジングカンパニー）
- コスプレダンスパラダイス（7月23日、ラハイナ東海）
- E-BODY DANCE VALLEY（8月19日、スタイルアート）
- 義姉の濡れた性戯（9月7日、グローバルメディアエンタテインメント）
- SODファン感謝祭 爆勃ちチ○ポサバイバル!!（9月22日、SODクリエイト）
- 私は痴女・人妻編 奥さん! もう我慢できへん（10月15日、MANIAC）
- 団地妻のイケナイ昼下がり 3（10月25日、TMクリエイト）
- 匠 電マ器職人（11月10日、Only one）
- 舌女 CRAZY Tongue AND SEX（11月18日、MISSING）
- Fetish Dance（11月19日、スタイルアート）
- 舐め殺し寸止め地獄3（11月25日、エムズファクトリー(アロマ企画））
- 放送できないワイドショー番組 VOL.1 ウィークエンドオーティス!（12月4日、オーディス）
- 女子校生の花園 2（12月19日、スタイルアート）
- ボディコンライブ お立ち台復活祭（12月19日、BODY）
- エナジーガールズスーパーダンスゴー!ゴー! VOL.3（12月19日、BODY）
- SPECIAL DANCE MANIA 2 CRAZY DANCE REVOLUTION version（12月24日、オフィスケイズ）
- SPECIAL DANCE MANIA 2 ERO-BODY DANCE ver（12月24日、オフィスケイズ）
- SPECIAL DANCE MANIA 2 BODYCON DANCE MANIA ver（12月24日、オフィスケイズ）
- 家庭教師 マンtoマン 特別指導（12月30日、ブレイブキング）

2006年
- 放送できないワイドショー番組vol．2 ウィークエンドオーティス!（1月4日、オーティス）
- 蛇縛のレズリンチ 2（1月8日、アタッカーズ）
- MOODYZ5周年記念作品集 12時間 ￥1980（1月13日、MOODYZ）
- 私は痴女 人妻編 3時間DX2（1月20日、クリスタル映像
- 昼下がりのいけない人妻たち 9人の淫乱妻 2（2月10日、隼エージェンシー）
- Bikini ヌギヌギダンス 1（2月15日、ジャネス）
- ENERGY HIGH SCHOOL Groovy!Dance Party!!（2月19日、BODY）
- Ero-Psycho（2月19日、BODY）
- 集団OL痴女 群れムレサービス残業編（5月26日、メディアステーション）
- いやしの集団若妻サークル（6月15日、アレックス）
- 艶痴女（6月15日、未来・フューチャー）
- DANCE FUCK（6月19日、スタイルアート）
- 私は痴女 人妻編 3時間DX 3（6月23日、クリスタル映像）
- 団地妻スペシャル!! 2（6月25日、TMクリエイト）
- 痴女ホテル　貴方が1万人目のお客様です。（7月6日、アキノリ）
- クイコミDANCE Specials（7月15日、ジャネス）
- 競泳水着（7月19日、スタイルアート）
- 川崎軍二シリーズ ヘルスの女（7月27日、グラフィティジャパン）
- エロスの地獄（8月1日、MOODYZ）
- 着エロDUO 1（8月25日、ジャネス）
- 若妻の戯れ No.5（9月8日、エチュード）
- 男子禁制 女だらけのちちくり現場（10月20日、笠倉出版社）
- NOモザイク!おげれつダンス!! PART.2（10月25日、未来・フューチャー）
- SIMPLE 1980 THE フェラチオ 完全撮り下し（10月27日、ビッグモーカル）
- エロボディDANCE 1（11月5日、ジャネス）
- Air Sex Dance PART.2（11月5日、ジャネス）
- SIMPLE 1980 THE 手コキ 完全撮り下し（11月10日、ビッグモーカル）
- チ●ポ汁を搾り取るおげれつな女達（11月15日、ジャネス）
- 舐め殺し 寸止め地獄3（12月15日、アロマ企画）
- オナニーダンス（12月19日、BODY）
- スパンキング願望 #3（12月22日、笠倉出版社）

2007年
- ボディコンダンスREMIX（1月13日、ラハイナ東海）
- エロスの地獄 〜完結編・秘密の裁き〜（2月1日、MOODYZ）
- 密室!エレベーターパニック（2月22日、V&Rプロダクツ）
- オゲ!オゲ!ボディコンダンス（3月3日、ラハイナ東海）
- Between danced groins（3月25日、BRAVO）
- GIRLZ No2（3月29日 クライムタイム）
- 巨乳セールスレディ・レズ調教 インモラル・レズビアン2（4月19日、BRAVO）
- レズビアンDance（4月20日、メディアアーツ）
- フリーダム学園 校内集団暴行 Vol.2（7月25日、フリーダム）
- 集団顔騎放尿 セーラー服（夏服）Ver.（7月25日、フリーダム）
- 昭和の夏はSEXの匂い おかんとおとんと妹と姉ちゃんと…（8月10日 FAプロ）
- 若妻たちのレズ羞恥旅行 1（8月25日、ジャネス）
- 熟した競泳水着 5（9月5日、ジャネス）
- SEX狂いの女 好色肉欲熟女（9月13日、FAプロ）
- 熟女が熟女にレズ調教 2（9月19日、スタイルアート）
- 熟したレズ調教 1 ［競泳水着編］（9月25日、ジャネス）
- ギャルのニーソックス 2（10月1日、フリーダム）
- 調教レズビアン 1 〜女教師に犯される女子校生〜（10月5日、ジャネス）
- 溜池ゴロー&有頂天の[僕だけのペット]シリーズ ナースペット（10月13日、溜池ゴロー）
- 危ないダンス【女子校生編】 2（10月25日、ジャネス）
- パンティーマ●コに喰い込ませて こすりつけオナニーする女 1（11月15日 ジャネス）
- kira☆kira SPECIAL DANCINGGALS★集団乱交（11月25日 kira☆kira）
- 陵辱レズ調教 羞恥と快楽に溺れゆく女達。（12月1日 U&K）
- 昭和色情 1（12月20日 大洋図書）

2008年
- ピストン騎乗位 3（1月13日、アロマ企画）
- 人妻背徳旅情オナニー 1　(2月19日、スタイルアート）
- 朝までレズ電マ! 〜悪酔いイキまくり酒乱交〜（3月7日 GLAY'z）

発売日不明。
- 人妻の淫行バイト No2（水密）
- たっぷり中出し 中山りお（J Hip）

他

## 出演

### テレビ
- 噂の!東京マガジン「やって！Try」　（1999年、TBS系列）
- Neo Happy系教育テレビ　（2006年、テレビ大阪）

### テレビドラマ
- 黒い太陽'07スペシャル（2007年9月、テレビ朝日）